# Генрі Моргентау (молодший)
Генрі Моргентау (англ. Henry Morgenthau) — американський державний діяч. Народився в Нью-Йорку, США. Міністр фінансів США у період з 1934 до 1945 рік.
Син Генрі Моргентау-старшого. Відомий як автор плану Моргентау, запропонованого США в 1944 для перетворення післявоєнної Німеччини в низку невеликих, ослаблених в промисловому та військовому відношенні держав.